# 아이랩
아이랩(ILAb: Immunology LAb)주식회사는 저분자 면역반응조절약물을 개발하는 대한민국의 벤처 기업이다 2017년에 가톨릭대 약대 허태회 교수와 신계정 교수에 의해 설립되었으며 상장을 목표로 2023년에 신한투자증권과 대표 주관사 계약을 체결하였다.

## 투자
2018년에 시너지아이비투자, 미래에셋캐피탈, 미래에셋벤처투자, 인터베스트, 에이티넘인베스트먼트 등으로부터 시리즈A 투자를 받았다. 2021년에는 크로스로드파트너스, 컴퍼니케이파트너스, IMM인베스트먼트, 프로디지인베스트먼트, 케이투파트너스에서 시리즈 B 투자를 받았으며 기존 시리즈 A 투자자인 에이티넘인베스트먼트, 미래에셋캐피탈, 미래에셋벤처투자도 추가로 투자하였다.

## 참고문헌
1. ↑  현정인, 아이랩, 신한투자증권과 상장 주관 계약 체결…"IPO 추진 본격화", 히트뉴스, 2023.07.18
2. ↑  카톨릭대 약학대학 교수소개-허태회[깨진 링크(과거 내용 찾기)]
3. ↑  카톨릭대 약학대학 교수소개-신계정[깨진 링크(과거 내용 찾기)]
4. ↑  벤처로 가는 제약사 '사업개발자'…몸값 천정부지, 서은내, 더벨, 2020-02-26
5. ↑  이주현, 바이오 벤처 아이랩, 코스닥 상장 준비 돌입, 서울파이낸스, 2023.07.19
6. ↑  배지원, 바이오벤처 아이랩, 설립 1년만에 100억 조달, 더벨, 2018-07-23
7. ↑  김종우, 김채연, 바이오벤처 아이랩, 시리즈 B 투자로 310억원 조달, 마켓인사이트, 2021-06-15